# Trượt tuyết đổ đèo tại Thế vận hội Mùa đông 2018 - Đổ dốc nam
Nội dung đổ dốc nam (downhill) của môn Trượt tuyết đổ đèo tại Thế vận hội Mùa đông 2018 diễn ra vào ngày 15 tháng 2 năm 2018 tại Jeongseon Alpine Centre ở Pyeongchang. Mặc dù dự kiến tổ chức ngày 11 tháng 2 năm 2018, tuy nhiên gió lớn khiến ban tổ chức phải lùi sang ngày 15 tháng 2.

## Diễn biến
Đương kim vô địch là Matthias Mayer. Các vận động viên đáng chú khác bao gồm huy chương bạc năm 2014 Christof Innerhofer, huy chương đồng Kjetil Jansrud, cũng như huy chương bạc năm 2010 Aksel Lund Svindal. Chưa ai từng vô địch Olympic đổ dốc nam hai lần.
Aksel Lund Svindal là người giành ngôi nhất, nhanh hơn một chút so với Kjetil Jansrud (bạc) và Beat Feuz (đồng). Đây là huy chương Olympic đầu tiên của Feuz.

## Kết quả
Cuộc đua bắt đầu vào lúc 11:00 giờ địa phương (UTC+9).
| Hạng | Số áo | Tên                          | Quốc gia      | Thời gian | Kém    |
| ---- | ----- | ---------------------------- | ------------- | --------- | ------ |
| 1    | 7     | Aksel Lund Svindal           | Na Uy         | 1:40.25   | —      |
| 2    | 9     | Kjetil Jansrud               | Na Uy         | 1:40.37   | +0.12  |
| 3    | 5     | Beat Feuz                    | Thụy Sĩ       | 1:40.43   | +0.18  |
| 4    | 3     | Dominik Paris                | Ý             | 1:40.79   | +0.54  |
| 5    | 1     | Thomas Dreßen                | Đức           | 1:41.03   | +0.78  |
| 6    | 13    | Peter Fill                   | Ý             | 1:41.08   | +0.83  |
| 7    | 17    | Vincent Kriechmayr           | Áo            | 1:41.19   | +0.94  |
| 8    | 4     | Brice Roger                  | Pháp          | 1:41.39   | +1.14  |
| 9    | 11    | Matthias Mayer               | Áo            | 1:41.46   | +1.21  |
| 10   | 6     | Andreas Sander               | Đức           | 1:41.62   | +1.37  |
| 11   | 16    | Max Franz                    | Áo            | 1:41.75   | +1.50  |
| 12   | 15    | Hannes Reichelt              | Áo            | 1:41.76   | +1.51  |
| 13   | 8     | Mauro Caviezel               | Thụy Sĩ       | 1:41.86   | +1.61  |
| 14   | 2     | Manuel Osborne-Paradis       | Canada        | 1:41.89   | +1.64  |
| 15   | 12    | Aleksander Aamodt Kilde      | Na Uy         | 1:42.18   | +1.93  |
| 16   | 14    | Bryce Bennett                | Hoa Kỳ        | 1:42.22   | +1.97  |
| 17   | 18    | Christof Innerhofer          | Ý             | 1:42.23   | +1.98  |
| 18   | 10    | Johan Clarey                 | Pháp          | 1:42.39   | +2.14  |
| 19   | 28    | Martin Čater                 | Slovenia      | 1:42.53   | +2.28  |
| 20   | 27    | Jared Goldberg               | Hoa Kỳ        | 1:42.59   | +2.34  |
| 21   | 23    | Marc Gisin                   | Thụy Sĩ       | 1:42.82   | +2.57  |
| 22   | 25    | Emanuele Buzzi               | Ý             | 1:42.84   | +2.59  |
| 23   | 34    | Ryan Cochran-Siegle          | Hoa Kỳ        | 1:42.96   | +2.71  |
| 23   | 21    | Maxence Muzaton              | Pháp          | 1:42.96   | +2.71  |
| 25   | 29    | Josef Ferstl                 | Đức           | 1:42.98   | +2.73  |
| 26   | 19    | Adrien Théaux                | Pháp          | 1:42.99   | +2.74  |
| 27   | 24    | Boštjan Kline                | Slovenia      | 1:43.03   | +2.78  |
| 28   | 22    | Benjamin Thomsen             | Canada        | 1:43.19   | +2.94  |
| 29   | 39    | Miha Hrobat                  | Slovenia      | 1:43.61   | +3.36  |
| 30   | 30    | Wiley Maple                  | Hoa Kỳ        | 1:43.72   | +3.47  |
| 31   | 36    | Andreas Romar                | Phần Lan      | 1:43.78   | +3.53  |
| 32   | 35    | Dustin Cook                  | Canada        | 1:43.80   | +3.55  |
| 33   | 20    | Gilles Roulin                | Thụy Sĩ       | 1:43.88   | +3.63  |
| 34   | 40    | Henrik von Appen             | Chile         | 1:44.02   | +3.77  |
| 35   | 26    | Broderick Thompson           | Canada        | 1:44.37   | +4.12  |
| 36   | 38    | Christoffer Faarup           | Đan Mạch      | 1:44.48   | +4.23  |
| 37   | 37    | Joan Verdu                   | Andorra       | 1:44.65   | +4.40  |
| 38   | 42    | Filip Forejtek               | Cộng hòa Séc  | 1:44.79   | +4.54  |
| 39   | 48    | Igor Zakurdayev              | Kazakhstan    | 1:45.01   | +4.76  |
| 40   | 45    | Christopher Hörl             | Moldova       | 1:45.21   | +4.96  |
| 41   | 32    | Marko Vukićević              | Serbia        | 1:45.36   | +5.11  |
| 42   | 41    | Michał Kłusak                | Ba Lan        | 1:45.42   | +5.17  |
| 43   | 49    | Marco Pfiffner               | Liechtenstein | 1:45.61   | +5.36  |
| 44   | 50    | Yuri Danilochkin             | Belarus       | 1:45.86   | +5.61  |
| 45   | 46    | Jan Hudec                    | Cộng hòa Séc  | 1:46.42   | +6.17  |
| 46   | 47    | Jan Zabystřan                | Cộng hòa Séc  | 1:46.60   | +6.35  |
| 47   | 57    | Simon Breitfuss Kammerlander | Bolivia       | 1:47.87   | +7.62  |
| 48   | 53    | Kim Dong-woo                 | Hàn Quốc      | 1:47.99   | +7.74  |
| 49   | 51    | Ivan Kovbasnyuk              | Ukraina       | 1:48.57   | +8.32  |
| 50   | 55    | Albin Tahiri                 | Kosovo        | 1:48.81   | +8.56  |
| 51   | 56    | Marko Stevović               | Serbia        | 1:49.50   | +9.25  |
| 52   | 52    | Patrick McMillan             | Ireland       | 1:49.98   | +9.73  |
| 53   | 54    | Márton Kékesi                | Hungary       | 1:51.72   | +11.47 |
|      | 31    | Klemen Kosi                  | Slovenia      | DNF       |        |
|      | 43    | Marc Oliveras                | Andorra       | DNF       |        |
|      | 33    | Natko Zrnčić-Dim             | Croatia       | DNS       |        |
|      | 44    | Ondřej Berndt                | Cộng hòa Séc  | DNS       |        |